# Ólafur Stefánsson
Ólafur Stefánsson (* 3. července 1973, Reykjavík) je islandský házenkář, momentálně hrající ve španělském klubu BM Ciudad Real. Svou kariéru začínal v klubu Valur Reykjavík, s nímž se v roce 1994 stal mistrem své země. Jeho dalšími působišti byly německé kluby, nejprve HC Wuppertal a poté SC Magdeburg. V roce 2003 přestoupil do svého současného působiště. Na olympijských hrách v Pekingu byl kapitánem islandského národního týmu, který na tomto turnaji získal stříbrné medaile.

## Vyznamenání
- rytířský kříž Řádu islandského sokola – Island, 1. ledna 2004[1]